# 周雷 (羽球運動員)
周雷（1970年1月25日—），中国前女子羽毛球運動員及教練，曾獲得1993年世锦赛女双冠軍，擔任秘魯及美國羽毛球國家隊總教練。

## 簡歷
1991年5月，周雷出戰在丹麥哥本哈根舉行的世界羽毛球锦标赛，但因期間训练过度，导致脚步韧带损伤，尽管硬撑着打了前几场比赛，但最終在八強賽不敵印尼选手王莲香出局。那次受伤更影响了她的奥运积分赛，最终无缘1992年巴塞罗那奥运会。
奥运会後，本來萌生退意的周雷被通知跟农群华合作出战伯明翰世锦赛，最後意外地赢得女雙冠軍。她在該年後结束运动生涯。
退役後，周雷回到辽宁队，遇上刚从秘鲁执教回来的辽宁教练钟涛刚，他推荐周雷到秘鲁羽毛球队担任主教练，时长两年。在秘鲁两年的时间，她发掘了不少年轻苗子，他們在泛美运动会不同年龄段比赛中异军突起，成为了获得羽毛球奖牌和金牌最多的人。她也因此被媒体称作秘鲁羽毛球的开拓者。
泛美运动会後，周雷决定繼續留在秘鲁，直到六年後因為考虑到孩子的语言和教育问题，遂决定选择美国为未来的发展地。很快，凭借她在秘鲁拿到的身份就申请到了美国的特殊人才计划，可以带着全家到美国发展，主职工作还是美国青少年羽毛球的培训。
在美國前后两年间，周雷带领的队员开始在美国国家内部的选拔赛上获得了不错的成绩，也开始有人慕名来找她学球。2016年周雷被美国羽协邀请带队参加尤伯杯比赛，队伍就有四个都是来自于她的球馆。